# Rudra multispina
Rudra multispina is een spinnensoort in de familie van de springspinnen (Salticidae).
De wetenschappelijke naam van de soort werd voor het eerst geldig gepubliceerd in 1947 door Lodovico di Caporiacco.